# Línea 500 (General Rodriguez)
La línea 500 es una línea de colectivos del Partido de General Rodríguez, siendo prestado el servicio por Transportes La Perlita S.A. Cuenta con SUBE.

## Recorridos
Todos los ramales parten desde la estación Gral. Rodríguez, a excepción de los Ramales 1, Ramal a Escuela Nº8, Ramal a El Tejado y Ramal a Escuela Nº20 que parten de ``Los Abuelitos´´: 
- Ramal 1 - Los Abuelitos - Hospital Sommer.
- Ramal 2 - Marabo - Estación.
- Ramal 3 - Luchetti - Estación.
- Ramal 4 - Vista Linda - Estación.
- Ramal 5 - Parque Rivadavia - Estación.
- Ramal 6 - Agua de Oro - Estación.
- Ramal 7 - Guemes - Estación.
- Ramal 7 - Escuela 9 - Estación.
- Ramal 8 - Granaderos - Estación.
- Ramal 9 - Santa Brígida x Bs. As - Estación.
- Ramal 9 - Santa Brígida (x Chaco) - Estación.
- Ramal 10 - Casco - Estación.
- Ramal 11 - Hospital Vicente López x 25 de Mayo - Estación.
- Ramal 11 - Hospital Vicente López x Trueba - Estación.
- Ramal 12 - Alte. Brown - Estación.
- Ramal 13 - La Fraternidad - Estación.
- Ramal 14 - Raffo - Estación.
- Ramal 15 - Castineira - Estación.
- Ramal 16 - Barrio Bicentenario - Estación. (X Ortega Ex 92)
- Ramal 16 - Barrio Bicentenario - Estación. (X Arturo Illia Ex 93)
- Ramal 16 - Barrio Bicentenario - Estación. (X Di Marco Ex 94)
- Ramal 17 - Los Nogales
- Ramal 18 - Balbin - Estación.

## Recorridos Escolares
(Solo pueden viajar: Alumnos, Madres, Padres o tutores de los alumnos, Personal escolar). Algunos de estos ramales tienen un cartel especifico, mientras que otros no presentan cartel y salen en determinada hora con la cartelera y ramalera apagadas 
- Ramales con cartel

- Ramal a E.S.B.°11/Escuela 24
- Ramal a ESC Nº5 - CASCO
- Ramal a Escuela ° 3
- Ramal a Escuela ° 4
- Ramal a Escuela ° 5
- Ramal a Escuela ° 8
- Ramal a Escuela º 20
- Ramal a El Tejado

- Ramales sin cartel

- Rondín desde Escuela Secundaria Nº12 (Bº Vista Linda) a Barrio Marabo
- Rondín desde Escuela º 8 a Trenque Lauquen y Ruta Prov. 24 (Entrada Barrio Mi Rincon)
- Rondín desde Trenque Lauquen y Ruta Prov. 24 (Entrada Barrio Mi Rincon) a Escuela º20 (y viceversa)

## Ramales descontinuados o modificados
- Ramal 05 - Parque Rivadavia X Hospital Vicente López (descontinuado desde 2013 quedando solo el ramal 05 actual)
- Ramal 03 - Lucchetti - La Serenísima (también llamado Ramal 04 ahora reducido desde Lucchetti hasta la Estación General Rodríguez en 2015 aproximadamente. Anteriormente era el Ramal 6 desde la Estación General Rodríguez)
- Ramal 12 - Almirante Brown (hasta 2015 aprox. el ramal iba desde la Estación General Rodríguez por la Ruta Provincial 7 (Buenos Aires) hasta el Cruce Las Latas, cruzaba el paso a nivel de la calle Corrientes y continuaba por la calle Almirante Brown como lo hace actualmente, antes de hacerlo como hoy en día, hacia como una especie de circuito con el Ramal 07, ya que el Ramal 12 cuando iba desde la Estación General Rodríguez hacia el Barrio Güemes iba por la Ruta Provincial 7 (Buenos Aires) como el actual Ramal 07 pero regresaba como el actual Ramal 12, saliendo de la Escuela N.º 14 por la calle Azuay, Arenales, Av. de las Montoneras, Florida, Av. Central, Mercedes, Alte. Brown y en este punto doblaba por la calle Corrientes, evitando la Parada Las Malvinas por donde pasa en la actualidad. Retomando la ruta, después de doblar en la calle Corrientes seguía por Trueba hasta cruzar el paso a nivel de dicha calle y doblar a la izquierda en la Ruta Provincial 7 (Buenos Aires) hasta la Estación General Rodríguez a donde finalizaba
- Ramal 07 - Güemes (entre 2015 y 2016/17 aprox, hizo el recorrido al revés que el Ramal 12)
- Ramal 13 - Estación General Rodríguez (anteriormente los ramales cuando regresaban a la Estación General Rodríguez, en su ramalera decía "Ramal 13: Estacion General Rodríguez", esto a partir de 2013  deja de ocurrir y el único ramal que la sigue usando para la vuelta a la Estación General Rodríguez, es el Ramal 09 en ambas variantes
- Ramal 15 - La Fraternidad (actual Ramal 13 a la iglesia de la rotonda cercana al Apeadero La Fraternidad) desde 2014 aprox. El Actual Ramal 15 que va a Puente Castiñeiras empieza a circular en 2016 junto al Ramal 18. También el Ramal 15 fue el actual ramal 08 en principios de manos de Transporte La Perlita S.A.T.)
- Ramal 06 - Lucchetti (anteriormente era el actual Ramal 03. En las mismas fechas en las que los ramales 12 y 07 eran lo mismo como en una especie de circuito, el actual 03 y el actual 06 hacían lo mismo que los ramales 07 y 12, el ramal 03 entraba por el Barrio Agua de Oro como el Actual Ramal 06 e iba hasta la colectora pero doblando hacia la derecha hasta Lucchetti y allí retomando como el 03 actual pero en vez de doblar a la derecha en la calle Mario Bonino como lo hace actualmente en la vuelta, seguía por la Av. M. Luis de Oliden hasta la Ruta Provincial 7 (Buenos Aires) y desde allí iba a la Estación General Rodríguez. Actualmente el Ramal 03 en la ida hace:Ruta Provincial 7 (Buenos Aires), Av. M. Belgrano, Mario Bonino, Av. Nemesio Álvarez hasta colectora y vuelve por el mismo lugar)
- Ramal 03 (de El Nuevo Ceibo) -  Agua de Oro (El Ramal 06 hacia el ramal con muy pocas diferencias que el ramal 03 de la actualidad. entre 2015 y 2016/17 hacia una especie de circuito al revés del Ramal 03. Actualmente en la ida hace: Ruta Provincial 7 (Buenos Aires), Rivadavia, Colectora Sur Acceso Oeste, Caseros hasta la Escuela Nº14 cuando empieza la vuelta por la calle Defensa y vuelve por el mismo lugar)
- Ramal 02 - Vista Linda (La variante a Vista Linda del Ramal 02 actualmente es el Ramal 04. El ramal 02 va actualmente solo hasta el fondo del Barrio Marabó
- Ramal 16 - Villa Ararás (Debido a la construcción del cercano Barrio Bicentenario, el ramal empezó a llegar hasta allí y en 2013 empezó a decir oficialmente en las ramalearas: Barrio Bicentenario)
- Ramal 08 - Barrio Bicentenario (El Actual 16 en sus principios en manos de Transporte La Perlita S.A.T. fue el Ramal 08)
- Ramal 03 - Fraternidad (Otro de los tantos cambios que tuvo el Ramal 3 en la 500, esta vez el actual ramal 13 en principios de manos de Transporte La Perlita S.A.T. que anterior a ser el 3 fue el 15 a manos de El Nuevo Ceibo)

## Operadores Anteriores
- Transportes El Nuevo Ceibo opero la línea 500 desde el 2004 (como razón social), cuando Transportes General Rodríguez deja tal razón social para convertirse en Transportes El Nuevo Ceibo hasta aproximadamente el 20 de junio de 2013 cuando se le quitó la concesión, y la línea entró en estado de emergencia. Posteriormente Transportes La Perlita tomaría los servicios de la línea y un año después concesionaría oficialmente la línea con una licitación por 10 años.

## Internos de la línea
- La gran mayoría de internos de la línea 500 son de la centena que les corresponde dentro de la empresa, la 700, pero hay algunos internos que son la excepción, y que curiosamente ya habían sido de la centena del 700, pero en 2019 debido a la renovación, "renovaron" a otros más viejos, mayormente como muletos a colectivos de la Línea 501 o para alguna provincial de la empresa, pero debido a la demanda en hora pico de la línea 500, y con la renovación con 0km de algunos de estos internos con pasado en la 500, volvieron a la 500 a hacer servicios a escuelas, o de refuerzo en hora pico. Esos internos son o fueron:
- 52, ex 703 (circuló de nuevo a finales de 2021, actualmente anda en moreno)
- 263, ex 726

## Flota
| Interno: | Patente:  | Año: | Carrocería:         | Chasis:       | Con Rampa: |
| -------- | --------- | ---- | ------------------- | ------------- | ---------- |
| 701      | AD 832 HF | 2019 | Bimet (Corwin) 2010 | MB OF 1621    | No         |
| 702      | AD 832 HG | 2019 | Bimet (Corwin) 2010 | MB OF 1621    | No         |
| 703      | AD 832 HN | 2019 | Bimet (Corwin) 2010 | MB OF 1621    | No         |
| 704      | AD 832 HJ | 2019 | Bimet (Corwin) 2010 | MB OF 1621    | No         |
| 705      | AD 926 FJ | 2019 | Bimet (Corwin) 2010 | MB OF 1621    | No         |
| 706      | AD 832 HK | 2019 | Bimet (Corwin) 2010 | MB OF 1621    | No         |
| 707      | AD 832 HE | 2019 | Bimet (Corwin) 2010 | MB OF 1621    | No         |
| 708      | AD 832 HL | 2019 | Bimet (Corwin) 2010 | MB OF 1621    | No         |
| 709      | AD 832 HM | 2019 | Bimet (Corwin) 2010 | MB OF 1621    | No         |
| 710      | AD 832 HI | 2019 | Bimet (Corwin) 2010 | MB OF 1621    | No         |
| 711      | AD 832 HH | 2019 | Bimet (Corwin) 2010 | MB OF 1621    | No         |
| 712      | AD 926 FL | 2019 | Bimet (Corwin) 2010 | MB OF 1621    | No         |
| 713      | AD 926 FM | 2019 | Bimet (Corwin) 2010 | MB OF 1621    | No         |
| 714      | AD 926 FK | 2019 | Bimet (Corwin) 2010 | MB OF 1621    | No         |
| 715      | AD 932 UA | 2019 | Bimet (Corwin) 2010 | MB OF 1621    | No         |
| 716      | MTC 423   | 2013 | Bimet (Corwin) 2010 | MB OF 1418/52 | No         |
| 717      | AE 195 UA | 2020 | Bimet (Corwin) 2010 | MB OF 1621    | Sí         |
| 718      | AD 932 UK | 2019 | Bimet (Corwin) 2010 | MB OF 1621    | No         |
| 719      | AD 932 UJ | 2019 | Bimet (Corwin) 2010 | MB OF 1621    | No         |
| 720      | AE 785 NL | 2021 | Bimet (Corwin) 2010 | MB OF 1621    | No         |
| 721      | AD 932 UO | 2019 | Bimet (Corwin) 2010 | MB OF 1621    | No         |
| 722      | AD 932 UN | 2019 | Bimet (Corwin) 2010 | MB OF 1621    | No         |
| 723      | AD 932 UQ | 2019 | Bimet (Corwin) 2010 | MB OF 1621    | No         |
| 724      | AD 926 FZ | 2019 | Bimet (Corwin) 2010 | MB OF 1621    | No         |
| 725      | AD 932 UB | 2019 | Bimet (Corwin) 2010 | MB OF 1621    | No         |
| 726      | AD 932 UD | 2019 | Bimet (Corwin) 2010 | MB OF 1621    | No         |
| 727      | AE 149 BZ | 2020 | Bimet (Corwin) 2010 | MB OF 1621    | Sí         |
| 728      | AD 926 FX | 2019 | Bimet (Corwin) 2010 | MB OF 1621    | No         |
| 729      | AD 926 FY | 2019 | Bimet (Corwin) 2010 | MB OF 1621    | No         |
| 730      | AD 926 FI | 2019 | Bimet (Corwin) 2010 | MB OF 1621    | No         |
| 731      | AD 932 UM | 2019 | Bimet (Corwin) 2010 | MB OF 1621    | No         |
| 732      | AS 932 UP | 2019 | Bimet (Corwin) 2010 | MBOF 1621     | No         |
| 733      | AD 932 UL | 2019 | Bimet (Corwin) 2010 | MB OF 1621    | No         |
| 734      | AD 932 UC | 2019 | Bimet (Corwin) 2010 | MB OF 1621    | No         |

## Frecuencias
(SE IRÁN AÑADIENDO LAS FRECUENCIAS DE CADA RAMAL COMUN)
TENER EN CUENTA QUE LOS SERVICIOS DE REFUERZO, POR ALGUN INCONVENIENTE, SE PUEDEN CANCELAR 

## RAMAL 5 PARQUE RIVADAVIA - ESTACION

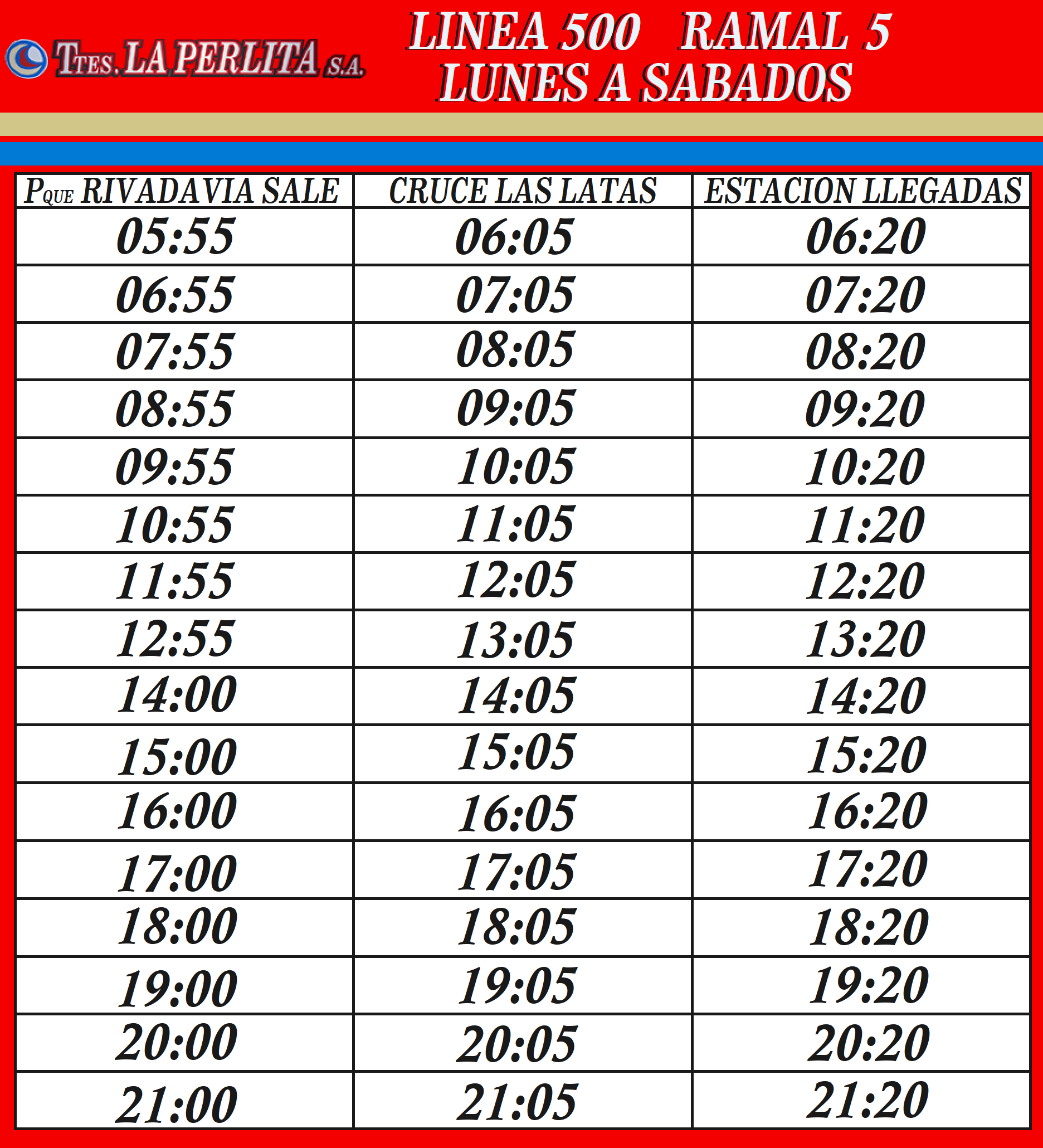
HORARIOS DE LA IDA DEL RAMAL 5 DE LA LINEA MUNICIPAL 500 DEL PARTIDO DE GENERAL RODRIGUEZ ENTRE LOS DIAS LUNES Y SABADOS HABILES

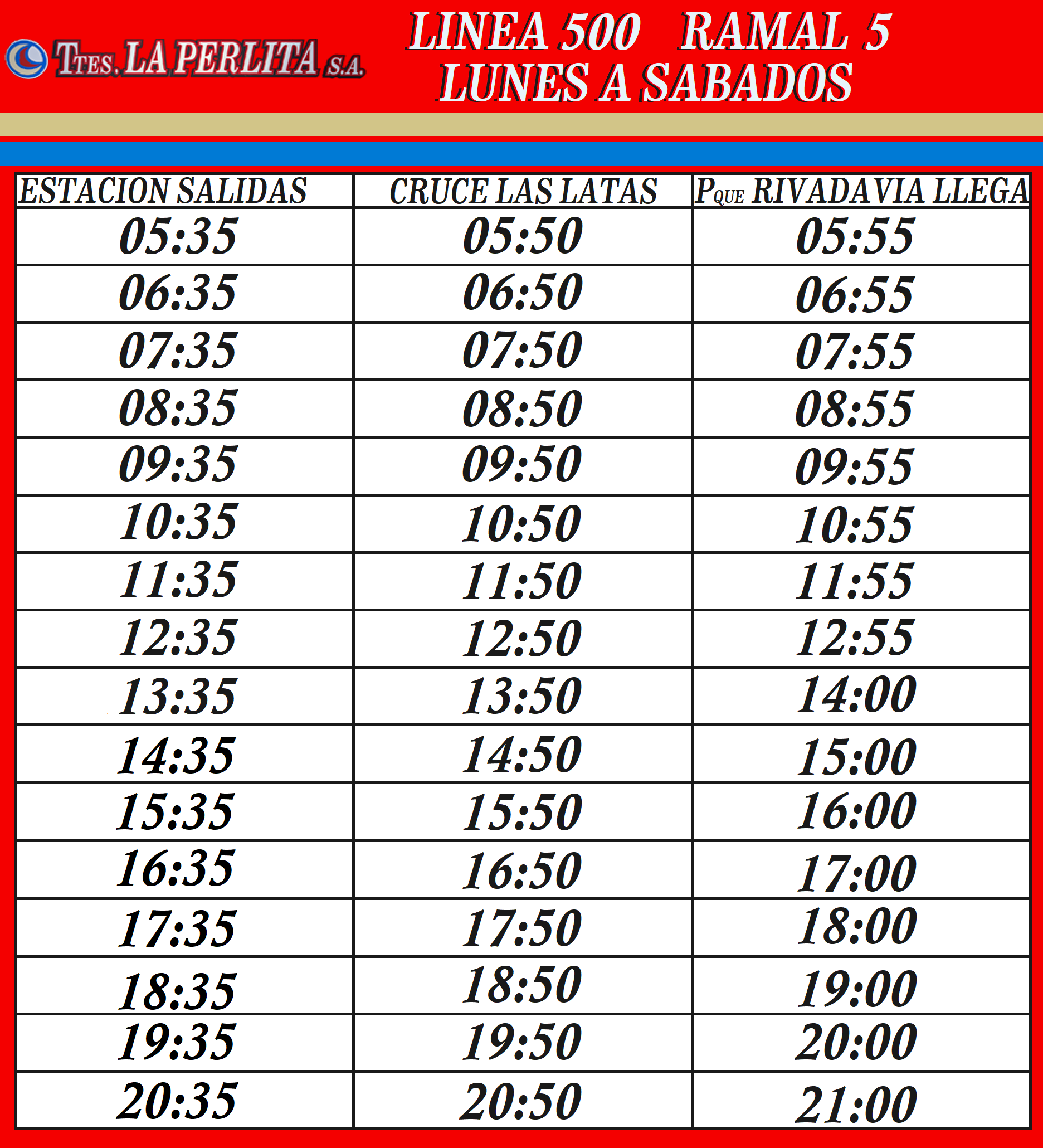
HORARIOS DE LA VUELTA DEL RAMAL 5 DE LA LINEA MUNICIPAL 500 DEL PARTIDO DE GENERAL RODRIGUEZ ENTRE LOS DIAS LUNES Y SABADOS HABILES

| Lunes a Sábados Habiles               |                                       |                                       |                                       |                                       |                                       |                                       |                                       |                                       |                                       |                                       |                                       |                                       |                                       |                                       |                                       |                                       |                                       |                                       |                                       |                                       |                                       |                                       |                                       |                                       |                                       |                                       |                                       |                                       |                                       |                                       |                                       |
| Estacion Rodríguez > Parque Rivadavia | Estacion Rodríguez > Parque Rivadavia | Estacion Rodríguez > Parque Rivadavia | Estacion Rodríguez > Parque Rivadavia | Estacion Rodríguez > Parque Rivadavia | Estacion Rodríguez > Parque Rivadavia | Estacion Rodríguez > Parque Rivadavia | Estacion Rodríguez > Parque Rivadavia | Estacion Rodríguez > Parque Rivadavia | Estacion Rodríguez > Parque Rivadavia | Estacion Rodríguez > Parque Rivadavia | Estacion Rodríguez > Parque Rivadavia | Estacion Rodríguez > Parque Rivadavia | Estacion Rodríguez > Parque Rivadavia | Estacion Rodríguez > Parque Rivadavia | Estacion Rodríguez > Parque Rivadavia | Parque Rivadavia > Estacion Rodríguez | Parque Rivadavia > Estacion Rodríguez | Parque Rivadavia > Estacion Rodríguez | Parque Rivadavia > Estacion Rodríguez | Parque Rivadavia > Estacion Rodríguez | Parque Rivadavia > Estacion Rodríguez | Parque Rivadavia > Estacion Rodríguez | Parque Rivadavia > Estacion Rodríguez | Parque Rivadavia > Estacion Rodríguez | Parque Rivadavia > Estacion Rodríguez | Parque Rivadavia > Estacion Rodríguez | Parque Rivadavia > Estacion Rodríguez | Parque Rivadavia > Estacion Rodríguez | Parque Rivadavia > Estacion Rodríguez | Parque Rivadavia > Estacion Rodríguez | Parque Rivadavia > Estacion Rodríguez |
| 05                                    | 06                                    | 07                                    | 08                                    | 09                                    | 10                                    | 11                                    | 12                                    | 13                                    | 14                                    | 15                                    | 16                                    | 17                                    | 18                                    | 19                                    | 20                                    | 05                                    | 06                                    | 07                                    | 08                                    | 09                                    | 10                                    | 11                                    | 12                                    | 14                                    | 15                                    | 16                                    | 17                                    | 18                                    | 19                                    | 20                                    | 21                                    |
| 35                                    | 35                                    | 35                                    | 35                                    | 35                                    | 35                                    | 35                                    | 35                                    | 35                                    | 35                                    | 35                                    | 35                                    | 35                                    | 35                                    | 35                                    | 35                                    | 55                                    | 55                                    | 55                                    | 55                                    | 55                                    | 55                                    | 55                                    | 55                                    | 00                                    | 00                                    | 00                                    | 00                                    | 00                                    | 00                                    | 00                                    | 00                                    |

| Domingos y Feriados                   |                                       |                                       |                                       |                                       |                                       |                                       |                                       |                                       |                                       |                                       |                                       |                                       |                                       |                                       |                                       |                                       |                                       |                                       |                                       |                                       |                                       |                                       |                                       |                                       |                                       |                                       |                                       |                                       |                                       |
| Estacion Rodríguez > Parque Rivadavia | Estacion Rodríguez > Parque Rivadavia | Estacion Rodríguez > Parque Rivadavia | Estacion Rodríguez > Parque Rivadavia | Estacion Rodríguez > Parque Rivadavia | Estacion Rodríguez > Parque Rivadavia | Estacion Rodríguez > Parque Rivadavia | Estacion Rodríguez > Parque Rivadavia | Estacion Rodríguez > Parque Rivadavia | Estacion Rodríguez > Parque Rivadavia | Estacion Rodríguez > Parque Rivadavia | Estacion Rodríguez > Parque Rivadavia | Estacion Rodríguez > Parque Rivadavia | Estacion Rodríguez > Parque Rivadavia | Estacion Rodríguez > Parque Rivadavia | Parque Rivadavia > Estacion Rodríguez | Parque Rivadavia > Estacion Rodríguez | Parque Rivadavia > Estacion Rodríguez | Parque Rivadavia > Estacion Rodríguez | Parque Rivadavia > Estacion Rodríguez | Parque Rivadavia > Estacion Rodríguez | Parque Rivadavia > Estacion Rodríguez | Parque Rivadavia > Estacion Rodríguez | Parque Rivadavia > Estacion Rodríguez | Parque Rivadavia > Estacion Rodríguez | Parque Rivadavia > Estacion Rodríguez | Parque Rivadavia > Estacion Rodríguez | Parque Rivadavia > Estacion Rodríguez | Parque Rivadavia > Estacion Rodríguez | Parque Rivadavia > Estacion Rodríguez |
| 05                                    | 06                                    | 07                                    | 08                                    | 09                                    | 10                                    | 11                                    | 12                                    | 13                                    | 14                                    | 15                                    | 16                                    | 17                                    | 18                                    | 19                                    | 05                                    | 06                                    | 07                                    | 08                                    | 09                                    | 10                                    | 11                                    | 12                                    | 14                                    | 15                                    | 16                                    | 17                                    | 18                                    | 19                                    | 20                                    |
| 35                                    | 35                                    | 35                                    | 35                                    | 35                                    | 35                                    | 35                                    | 35                                    | 35                                    | 35                                    | 35                                    | 35                                    | 35                                    | 35                                    | 35                                    | 55                                    | 55                                    | 55                                    | 55                                    | 55                                    | 55                                    | 55                                    | 55                                    | 00                                    | 00                                    | 00                                    | 00                                    | 00                                    | 00                                    | 00                                    |

## RAMAL 7 ESCUELA 9 - ESTACION
| Lunes a Lunes                         |                                       |                                       |                                       |                                       |                                       |                                       |                                       |                                       |                                       |                                       |                                       |                                       |                                       |                                       |                                       |                                       |                                       |                                       |                                       |                                       |                                       |                                       |                                       |                                       |                                       |                                       |                                       |                                       |                                       |                                       |                                       |
| Estacion Rodríguez > Parque Rivadavia | Estacion Rodríguez > Parque Rivadavia | Estacion Rodríguez > Parque Rivadavia | Estacion Rodríguez > Parque Rivadavia | Estacion Rodríguez > Parque Rivadavia | Estacion Rodríguez > Parque Rivadavia | Estacion Rodríguez > Parque Rivadavia | Estacion Rodríguez > Parque Rivadavia | Estacion Rodríguez > Parque Rivadavia | Estacion Rodríguez > Parque Rivadavia | Estacion Rodríguez > Parque Rivadavia | Estacion Rodríguez > Parque Rivadavia | Estacion Rodríguez > Parque Rivadavia | Estacion Rodríguez > Parque Rivadavia | Estacion Rodríguez > Parque Rivadavia | Estacion Rodríguez > Parque Rivadavia | Parque Rivadavia > Estacion Rodríguez | Parque Rivadavia > Estacion Rodríguez | Parque Rivadavia > Estacion Rodríguez | Parque Rivadavia > Estacion Rodríguez | Parque Rivadavia > Estacion Rodríguez | Parque Rivadavia > Estacion Rodríguez | Parque Rivadavia > Estacion Rodríguez | Parque Rivadavia > Estacion Rodríguez | Parque Rivadavia > Estacion Rodríguez | Parque Rivadavia > Estacion Rodríguez | Parque Rivadavia > Estacion Rodríguez | Parque Rivadavia > Estacion Rodríguez | Parque Rivadavia > Estacion Rodríguez | Parque Rivadavia > Estacion Rodríguez | Parque Rivadavia > Estacion Rodríguez | Parque Rivadavia > Estacion Rodríguez |
| 05                                    | 06                                    | 07                                    | 08                                    | 09                                    | 10                                    | 11                                    | 12                                    | 13                                    | 14                                    | 15                                    | 16                                    | 17                                    | 18                                    | 19                                    | 20                                    | 05                                    | 06                                    | 07                                    | 08                                    | 09                                    | 10                                    | 11                                    | 12                                    | 13                                    | 14                                    | 15                                    | 16                                    | 17                                    | 18                                    | 19                                    | 20                                    |
| 25                                    | 25                                    | 25                                    | 25                                    | 25                                    | 25                                    | 25                                    | 25                                    | 25                                    | 25                                    | 25                                    | 25                                    | 25                                    | 25                                    | 25                                    | 25                                    | 35                                    | 35                                    | 35                                    | 35                                    | 35                                    | 35                                    | 35                                    | 35                                    | 35                                    | 35                                    | 35                                    | 35                                    | 35                                    | 35                                    | 35                                    | 35                                    |

## RAMAL 11 HOSPITAL VTE. LOPEZ X TRUEBA - ESTACION.

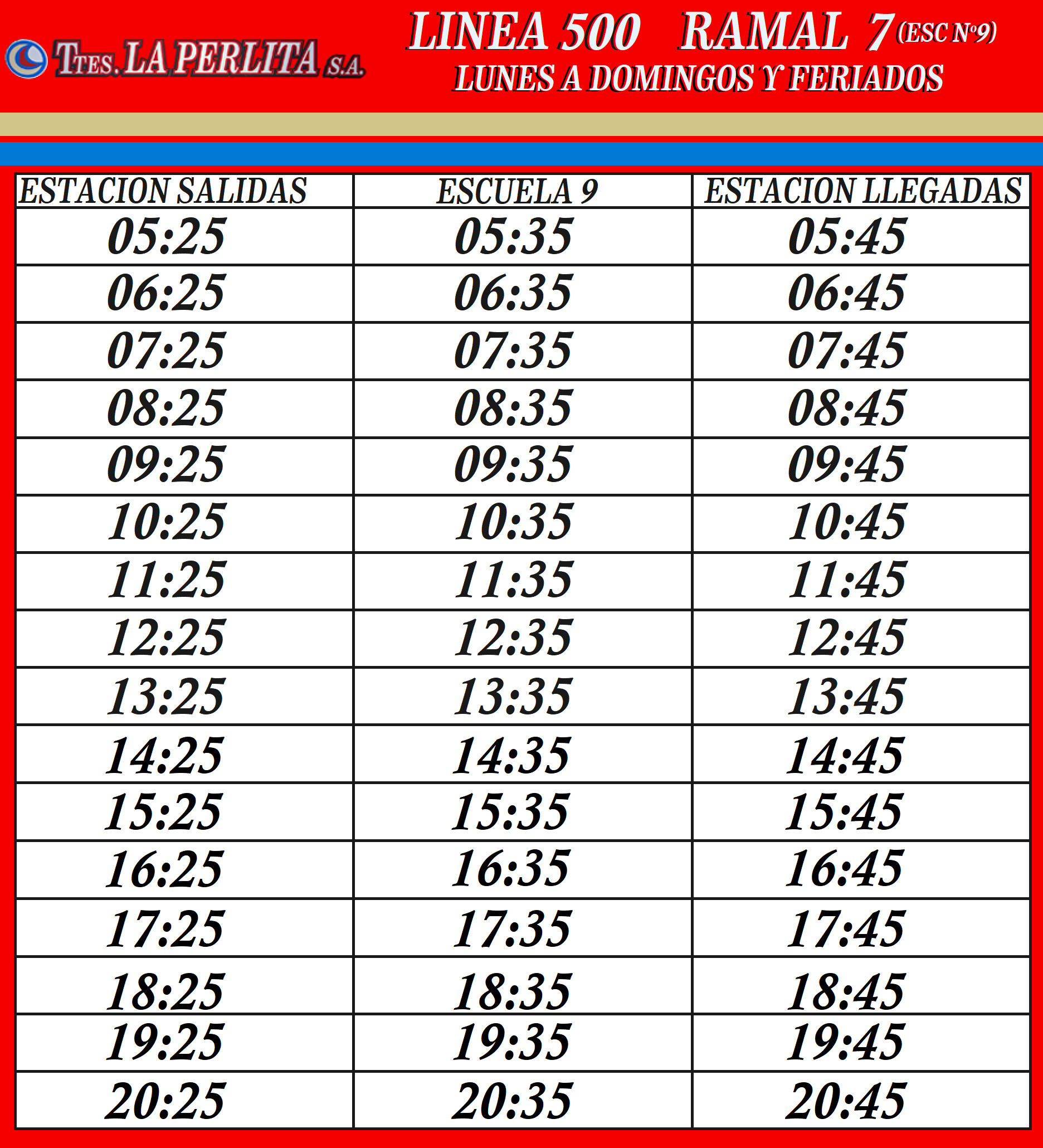
Frecuencias del Ramal 7 Escuela 9.

| Lunes a Viernes Habiles                     |                                             |                                             |                                             |                                             |                                             |                                             |                                             |                                             |                                             |                                             |                                             |                                             |                                             |                                             |                                             |                                             |                                             |                                             |                                             |                                             |                                             |                                             |                                             |                                             |                                             |                                             |                                             |                                             |                                             |                                             |                                             |                                             |
| Estacion Rodríguez > Hospital Vicente Lopez | Estacion Rodríguez > Hospital Vicente Lopez | Estacion Rodríguez > Hospital Vicente Lopez | Estacion Rodríguez > Hospital Vicente Lopez | Estacion Rodríguez > Hospital Vicente Lopez | Estacion Rodríguez > Hospital Vicente Lopez | Estacion Rodríguez > Hospital Vicente Lopez | Estacion Rodríguez > Hospital Vicente Lopez | Estacion Rodríguez > Hospital Vicente Lopez | Estacion Rodríguez > Hospital Vicente Lopez | Estacion Rodríguez > Hospital Vicente Lopez | Estacion Rodríguez > Hospital Vicente Lopez | Estacion Rodríguez > Hospital Vicente Lopez | Estacion Rodríguez > Hospital Vicente Lopez | Estacion Rodríguez > Hospital Vicente Lopez | Estacion Rodríguez > Hospital Vicente Lopez | Estacion Rodríguez > Hospital Vicente Lopez | Hospital Vicente López > Estacion Rodríguez | Hospital Vicente López > Estacion Rodríguez | Hospital Vicente López > Estacion Rodríguez | Hospital Vicente López > Estacion Rodríguez | Hospital Vicente López > Estacion Rodríguez | Hospital Vicente López > Estacion Rodríguez | Hospital Vicente López > Estacion Rodríguez | Hospital Vicente López > Estacion Rodríguez | Hospital Vicente López > Estacion Rodríguez | Hospital Vicente López > Estacion Rodríguez | Hospital Vicente López > Estacion Rodríguez | Hospital Vicente López > Estacion Rodríguez | Hospital Vicente López > Estacion Rodríguez | Hospital Vicente López > Estacion Rodríguez | Hospital Vicente López > Estacion Rodríguez | Hospital Vicente López > Estacion Rodríguez |
| 06                                          | 07                                          | 08                                          | 09                                          | 10                                          | 11                                          | 12                                          | 13                                          | 14                                          | 15                                          | 16                                          | 17                                          | 18                                          | 18                                          | 20                                          | 21                                          | 22                                          | 06                                          | 07                                          | 08                                          | 09                                          | 10                                          | 11                                          | 12                                          | 13                                          | 14                                          | 16                                          | 17                                          | 18                                          | 19                                          | 20                                          | 21                                          | 22                                          |
| 06 24                                       | 18 36                                       | 30 48                                       | 42                                          | 00 54                                       | 12                                          | 06 24                                       | 00 20                                       | 40                                          | 50                                          | 10                                          | 04 22                                       | 16 34                                       | 28                                          | 40                                          | 45                                          | 10                                          | 16 34                                       | 28 46                                       | 40 58                                       | 52                                          | 10                                          | 04 22                                       | 16 34                                       | 10 30                                       | 50                                          | 00 20                                       | 14 32                                       | 26 44                                       | 38                                          | 50                                          | 55                                          | 20                                          |

| Sabados                                     |                                             |                                             |                                             |                                             |                                             |                                             |                                             |                                             |                                             |                                             |                                             |                                             |                                             |                                             |                                             |                                             |                                             |                                             |                                             |                                             |                                             |                                             |                                             |                                             |                                             |                                             |                                             |                                             |                                             |                                             |                                             |                                             |
| Estacion Rodríguez > Hospital Vicente Lopez | Estacion Rodríguez > Hospital Vicente Lopez | Estacion Rodríguez > Hospital Vicente Lopez | Estacion Rodríguez > Hospital Vicente Lopez | Estacion Rodríguez > Hospital Vicente Lopez | Estacion Rodríguez > Hospital Vicente Lopez | Estacion Rodríguez > Hospital Vicente Lopez | Estacion Rodríguez > Hospital Vicente Lopez | Estacion Rodríguez > Hospital Vicente Lopez | Estacion Rodríguez > Hospital Vicente Lopez | Estacion Rodríguez > Hospital Vicente Lopez | Estacion Rodríguez > Hospital Vicente Lopez | Estacion Rodríguez > Hospital Vicente Lopez | Estacion Rodríguez > Hospital Vicente Lopez | Estacion Rodríguez > Hospital Vicente Lopez | Estacion Rodríguez > Hospital Vicente Lopez | Estacion Rodríguez > Hospital Vicente Lopez | Hospital Vicente López > Estacion Rodríguez | Hospital Vicente López > Estacion Rodríguez | Hospital Vicente López > Estacion Rodríguez | Hospital Vicente López > Estacion Rodríguez | Hospital Vicente López > Estacion Rodríguez | Hospital Vicente López > Estacion Rodríguez | Hospital Vicente López > Estacion Rodríguez | Hospital Vicente López > Estacion Rodríguez | Hospital Vicente López > Estacion Rodríguez | Hospital Vicente López > Estacion Rodríguez | Hospital Vicente López > Estacion Rodríguez | Hospital Vicente López > Estacion Rodríguez | Hospital Vicente López > Estacion Rodríguez | Hospital Vicente López > Estacion Rodríguez | Hospital Vicente López > Estacion Rodríguez | Hospital Vicente López > Estacion Rodríguez |
| 06                                          | 07                                          | 08                                          | 09                                          | 10                                          | 11                                          | 12                                          | 13                                          | 14                                          | 15                                          | 16                                          | 17                                          | 18                                          | 18                                          | 20                                          | 21                                          | 22                                          | 06                                          | 07                                          | 08                                          | 09                                          | 10                                          | 11                                          | 12                                          | 13                                          | 14                                          | 16                                          | 17                                          | 18                                          | 19                                          | 20                                          | 21                                          | 22                                          |
| 06 24                                       | 18 36                                       | 30 48                                       | 42                                          | 00 54                                       | 12                                          | 06 24                                       | 10                                          | 40                                          | 50                                          | 10                                          | 04 22                                       | 16 34                                       | 28                                          | 40                                          | 45                                          | 10                                          | 16 34                                       | 28 46                                       | 40 58                                       | 52                                          | 10                                          | 04 22                                       | 16 34                                       | 20                                          | 50                                          | 00 20                                       | 14 32                                       | 26 44                                       | 38                                          | 50                                          | 55                                          | 20                                          |

| Domingos y Feriados                         |                                             |                                             |                                             |                                             |                                             |                                             |                                             |                                             |                                             |                                             |                                             |                                             |                                             |                                             |                                             |                                             |                                             |                                             |                                             |                                             |                                             |                                             |                                             |                                             |                                             |                                             |                                             |                                             |                                             |                                             |                                             |
| Estacion Rodríguez > Hospital Vicente Lopez | Estacion Rodríguez > Hospital Vicente Lopez | Estacion Rodríguez > Hospital Vicente Lopez | Estacion Rodríguez > Hospital Vicente Lopez | Estacion Rodríguez > Hospital Vicente Lopez | Estacion Rodríguez > Hospital Vicente Lopez | Estacion Rodríguez > Hospital Vicente Lopez | Estacion Rodríguez > Hospital Vicente Lopez | Estacion Rodríguez > Hospital Vicente Lopez | Estacion Rodríguez > Hospital Vicente Lopez | Estacion Rodríguez > Hospital Vicente Lopez | Estacion Rodríguez > Hospital Vicente Lopez | Estacion Rodríguez > Hospital Vicente Lopez | Estacion Rodríguez > Hospital Vicente Lopez | Estacion Rodríguez > Hospital Vicente Lopez | Estacion Rodríguez > Hospital Vicente Lopez | Hospital Vicente López > Estacion Rodríguez | Hospital Vicente López > Estacion Rodríguez | Hospital Vicente López > Estacion Rodríguez | Hospital Vicente López > Estacion Rodríguez | Hospital Vicente López > Estacion Rodríguez | Hospital Vicente López > Estacion Rodríguez | Hospital Vicente López > Estacion Rodríguez | Hospital Vicente López > Estacion Rodríguez | Hospital Vicente López > Estacion Rodríguez | Hospital Vicente López > Estacion Rodríguez | Hospital Vicente López > Estacion Rodríguez | Hospital Vicente López > Estacion Rodríguez | Hospital Vicente López > Estacion Rodríguez | Hospital Vicente López > Estacion Rodríguez | Hospital Vicente López > Estacion Rodríguez | Hospital Vicente López > Estacion Rodríguez |
| 06                                          | 07                                          | 08                                          | 09                                          | 10                                          | 11                                          | 12                                          | 13                                          | 15                                          | 16                                          | 17                                          | 18                                          | 18                                          | 20                                          | 21                                          | 22                                          | 06                                          | 07                                          | 08                                          | 09                                          | 10                                          | 11                                          | 12                                          | 13                                          | 14                                          | 16                                          | 17                                          | 18                                          | 19                                          | 20                                          | 21                                          | 22                                          |
| 06 42                                       | 18 54                                       | 30                                          | 06 42                                       | 18 54                                       | 30                                          | 06 42                                       | 10 40                                       | 05 50                                       | 28                                          | 04 40                                       | 16 52                                       | 28                                          | 04 40                                       | 20 45                                       | 10                                          | 16 52                                       | 28                                          | 04 40                                       | 16 52                                       | 28                                          | 04 40                                       | 16 52                                       | 20 50                                       | 15                                          | 00 38                                       | 14 50                                       | 26                                          | 02 38                                       | 14 50                                       | 30 55                                       | 20                                          |